# 谷口貴都
谷口 貴都（たにぐち たかひろ、1951年4月2日 - 2011年9月7日）は、日本の法学者。専門は、ローマ法・西洋法制史・民法史。後年は、明治期の日本法制史や磯部四郎を研究。学位は、博士（法学）（早稲田大学・論文博士・2000年）。高岡法科大学法学部元教授。石川県河北郡高松町（現かほく市）出身。

## 略歴
- 1967年（昭和42年）石川県河北郡高松町立高松中学校卒業
- 1970年（昭和45年）石川県立津幡高等学校卒業
- 1975年（昭和50年）早稲田大学法学部卒業
- 1979年（昭和54年）早稲田大学大学院法学研究科博士課程前期修了
- 1985年（昭和60年）早稲田大学大学院法学研究科博士課程後期単位取得退学
- 1989年（平成元年）高岡法科大学法学部専任講師
- 1994年（平成6年） 高岡法科大学法学部助教授
- 1999年（平成11年）高岡法科大学法学部教授
- 2007年（平成19年）高岡法科大学地域連携センター長
- 2011年（平成23年）高岡法科大学法学部長
- 2011年（平成23年）放送大学客員教授[2]

## 学位
- 1979年3月 修士（法学）（早稲田大学）
- 2000年2月 博士（法学）（早稲田大学）

## 業績
- 古代ローマ法に関する研究の中で所有権譲渡に関する6編を「ローマ所有権譲渡法の研究」として発表。その研究成果が認められ2000年2月に出身大学である早稲田大学から法学博士の称号を授与された[6]。
- 新設当初から在籍し長年にわたり高岡法科大学の発展に尽力。2011年4月より法学部長に就任し更なる期待をされたが、同年9月7日に志半ば多発性骨髄腫により死去(享年61歳)[7]。
- 同年10月9日に同大学ミレニアムホールにて「谷口貴都先生を送る会」が執り行われ、その早すぎる死を教職員並びに卒業生・在校生達も悼んだ。会の終了後亡き先生の研究室も特別に公開された。現在も同送る会の一部は動画公開されている。
- 同年12月10日、亡き教授の蔵書を活用する「柊（ひいらぎ）文庫」が、妻の美都江により富山県砺波市の自宅にて開設される。
- 2012年3月31日、『高岡法学　30号』にて谷口貴都法学部長追悼号が発刊された。
- 2012年9月7日、妻の美都江にて「谷口貴都一周忌　追悼歌文集」が発刊されたその歌文集には美津江の追悼和歌のほか有志8名の投稿が編集されており、亡き先生の思いを綴っている。
- 2013年、妻の美都江にて「谷口貴都三回忌　詩歌集」が発表された。
- 2015年9月7日、妻の美津江にて「谷口貴都を偲んで 詩三題」が発表された。三題は「年月」「越天楽」「2011年 夏」にまとめられている。
- 学内で他の教授並びに学生との交流に熱心で、外国語講読勉強会をよく主催した。その中でドイツ語講読勉強会では、Thomas Raiser著書「Rechtssoziologie」の講読勉強会は多忙ながらも続いた。しかしながら多忙を極めたため1993年3月15日を最後に行われなくなった。なお翻訳は「1.Teil Der wissenshaftliche Ort der Rechssoziologie」がほぼ終わるまでしかできていない。
- 晩年には資格試験取得支援にも、在校生並びに卒業生に対し積極的に取り組み、行政書士や宅地建物取引士（当時は宅地建物取引主任者）の合格者を輩出。また没後ではあるが親交を通じていたゼミ卒業生が2015年司法試験の合格者となった。これが高岡法科大学出身者で初の司法試験合格者となっている。谷口がよく用いていた座右銘「よく学びよく遊べ」は交流した卒業生にもタニグチイズムとして影響を与えている。

## 著書
単著
- 『ローマ所有権譲渡法の研究』（成文堂、1999年（平成11年）2月）

握取行為の構造と機能(第1章)、古ローマ法における時効制度(第2章)、古典期ローマ法の譲渡行為(第3章)、古典期ローマ法における土地の譲渡方式(第4章)、卑俗期ローマ法における売買と所有権移転(第5章)、古典期以後の時代(第6章)について論じている。 
共編著
- 『基礎からわかる法学』（成文堂、2010年（平成22年）3月、松原哲と共編）

森脇祥弘/山下幸司/関根徹/下村誠　著
- 『基礎からわかる法学 第2版』（成文堂、2013年（平成25年）4月、谷口貴都/松原哲編著）

五島京子/山下幸司/関根徹/柏﨑敏義 著　※松原哲が谷口の志を継承し編著
初版と異なり「会社と法」を削り、「医療と法」の章を加えている。医学部、看護学部等教科書として使用したいとのニーズにこたえたとしている。
- 『民法演習Ⅱ　債権総論』（成文堂、1996年（平成8年）3月　田山輝明編）
- 『民法演習Ⅱ　物権法・担保物権法』（成文堂、1991年（平成3年）6月　田山輝明編）
- 『註解不動産法3』（青林書院、1990年（平成2年）2月　遠藤浩・田山輝明・遠藤賢治編）

その他分担執筆

『磯部四郎研究』（信山社、2007年（平成19年）3月　平井一雄・村上一博編）
「明治前半期の刑法学と磯部四郎」を執筆。また、高岡法科大学にてシンポジウム「富山が生んだ法曹界の巨人磯部四郎」を開催している。シンポジウムの成果は『高岡法学』17巻1・2合併号に掲載されている。
- 『初めて学ぶ法学　第二版』（成文堂、1995年（平成7年）3月　湯浅道男・岸昭道編）

第1章1、第2章1、第3章1を執筆している。

## 註釈
1. ↑  『谷口貴都法学部長追悼号　高岡法学　第30号』（高岡法科大学法学会、2012.3）202頁以下を参照
2. ↑  以上につき、上掲『高岡法学　第30号』201頁参照
3. ↑  以下につき、研究者 - researchmap参照
4. ↑  以下につき、“谷口貴都先生を送る会”参照
5. ↑  以下につき、谷口貴都先生を送る会参照
6. ↑  博論データベース
7. ↑  「追悼のことば"故谷口貴都先生を偲ぶ"」上掲『高岡法学　第30号』